# Datong, Huainan
Datong är ett stadsdistrikt i staden Huainan i provinsen Anhui i östra Kina.
Datong är indelat i ett stadsdelsdistrikt, tre köpingar och en socken.
Stadsdelsdistrikt (jiedao):
- Datong (大通街道)

Köpingar (zhen):
- Jiulonggang (九龙岗镇)
- Luohe (洛河镇)
- Shangyao (上窑镇)

Socknar (xiang):
- Kongdian (孔店乡)